# Yoshi (chanteur)
 (mars 2025).
À ne pas confondre avec Hoshi (chanteuse)
Pour les articles homonymes, voir Yoshi.
Yoshizumi Sasaki (佐々木 嘉純, Sasaki Yoshizumi, Onomichi, Préfecture de Hiroshima, 26 février 2003 - Kawasaki, Préfecture de Kanagawa, 5 novembre 2022), plus connu sous son nom d'artiste Yoshi (ヨシ), était un chanteur, mannequin et acteur japonais. Pendant toute sa carrière, il a été affilié à Universal Music Japan.

## Biographie
Yoshi est né le 26 février 2003 dans la ville de Onomichi, dans la préfecture d'Hiroshima. Sa mère, Naomi Sasaki, est gérante de ventes, et son père, Zhang Guo-xiang, d'origine hongkongaise, travaille comme décorateur d'intérieur pour l'entreprise de meubles japonaise Okamura. Intéressé par le monde de la mode et de la musique depuis son plus jeune âge, Yoshi a été remarqué en 2016 par le créateur de mode américain Virgil Abloh pendant un événement à Tokyo, après quoi il a commencé à travailler comme mannequin pour la marque de Abloh, Off-White. Il a aussi été mannequin pour des marques connues telles que Nike, X-Girl et Helmut Lang.
En mai 2019, à seulement seize ans, Yoshi a débuté comme chanteur avec le lancement de son premier album, Sex is Life, sous le label Virgin Music de Universal Music Japan. En septembre de la même année, il a débuté comme acteur avec le rôle principal dans le film Tarō no Baka, dans lequel il joue aux côtés de Masaki Sue et Taiga Nakano. Le jour de la sortie du film, Yoshi a également sorti son premier single, Riding on Time.
Yoshi a sorti deux autre singles en août 2020, Weekend et Yakiniku Gangshit. Son deuxième album, I Am Crazy?, est quant à lui sorti en juin 2021.
En novembre 2022, il a été annoncé que Yoshi avait été sélectionné comme chanteur pour le projet musical Yoshiki Superstar Project X, produit par le chanteur Yoshiki de X Japan.

## Mort
Yoshi est décédé le 5 novembre 2022 après que la moto qu'il conduisait ait heurté un camion à une intersection dans une route de la ville de Kawasaki, préfecture de Kanagawa. Il a été déplacé jusqu'à un hôpital proche, où il est décédé peu après en raison de ses blessures. Il avait seulement dix-neuf ans.
Ses obsèques ont eu lieu le 14 novembre au Tōda Funeral Hall. Sa famille et ses amis y ont assisté, ainsi que des célébrités telles que le chanteur Yoshiki et ses collègues de Yoshiki Superstar Project X, Kairi, Furutatsu et Kyohey.
Le 28 février 2023, le groupe formé par Yoshiki Superstar Project X a été renommé "XY" et a annoncé son début officiel avec treize membres. Le 26 février, le groupe a sorti un single posthume pour rendre honneur à Yoshi, XY feat.Yoshi. Cette chanson comprend les enregistrements qu'avait réalisés Yoshi pour le groupe avant sa mort.

## Filmographie

### Films
| Année | Titre        | Rôle                  |
| ----- | ------------ | --------------------- |
| 2019  | Tarō No Baka | Tarō (rôle principal) |

### Télévision
| Année | Titre                           | Rôle         |
| ----- | ------------------------------- | ------------ |
| 2020  | Boku Dake ga 17-sai no Sekai de | Naoki Shindō |